# 小行星1563
小行星1563（1563 Noël）是一颗围绕太阳公转的小行星。1943年3月7日，西維恩·阿蘭德在于克勒发现了此天体。
該小行星以阿蘭德的兒子伊曼紐·阿蘭德（Emanuel Arend）命名。
这颗小行星的绝对星等为116.28710等。